# James Lowther (4e baronnet)
James Lowther (1673 – 2 janvier 1755) est un industriel, propriétaire foncier et député travailliste anglais qui siège 54 ans à la Chambre des Communes (de 1694 à 1755). Les mines de charbon qu'il met en exploitation autour de Whitehaven (dans le Cumberland) lui assurent de substantiels revenus, qui en firent en son temps le plus riche député d'Angleterre.

## Années de jeunesse
Fils cadet du baron John Lowther et de Jane Leigh, il est baptisé le 5 août 1673 en l'église St Giles-in-the-Fields de Londres. Il reçoit d'abord les leçons d'un précepteur à Londres, puis étudie à The Queen's College et à Middle Temple. À la mort de son père en 1706, c'est naturellement son frère aîné, Christopher, qui hérite du titre de baronnet, mais ce dernier (dont les penchants pour le jeu et la boisson irritaient le père au point de le déshériter) est déchu moyennant une pension d'environ 100 £ par an, de sorte que les terres reviennent à James, qui hérite du titre de baronnet en 1731, son frère étant mort intestat.

## Carrière politique
En 1694, Lowther est élu député de Carlisle, siège qu'il conserve jusqu'en 1702. Il est membre du Board of Ordnance de 1696 à 1708, année de son élection comme député de Cumberland, titre qu'il conserve jusqu'en 1722 ; en 1723, il est élu député d'Appleby, mais recouvre en 1727 le siège du Cumberland, et le conserve jusqu'à sa mort. Sa réélection sans rival en 1754 est saluée comme « ... la quinzième fois qu'il est réélu pour nous représenter à la Chambre, ayant siégé pas moins de trois décennies aux Communes, et dernier député du Parlement qui siégeait déjà sous le règne du roi Guillaume. » Il est admis au Conseil privé en 1714. Politiquement, Lowther est un Whig, mais qui ne s’intéresse que de loin à la politique nationale, s'affairant au développement économique du comté de Cumbria,,.